# Jerónimo Cantillo
Jerónimo Cantillo (Valledupar, 4 de septiembre de 1994) es un actor, cantante, productor musical y guitarrista colombiano. Conocido por interpretar al cantante de música vallenata Kaleth Morales en su juventud en la serie de Caracol Televisión, Los Morales, y posteriormente como Aníbal Sensación Velásquez en la miniserie de Telecaribe, del mismo nombre (2018).

## Biografía
Nació el 4 de septiembre de 1993 en Valledupar capital del departamento del Cesar. Es hijo de Milciades Cantillo Costa, un excongresista y líder político y de Romualda Saumeth, una exfiscal de distrito y es hermano del también actor y cantante Milciades Cantillo, que interpretó a Martín Elías en El hijo del Cacique.

## Filmografía
| Año  | Título | Rol | Notas |
| ---- | ------ | --- | ----- |
| 2023 | Aurora |     |       |

| Año       | Título                              | Rol                       | Notas                                    |
| --------- | ----------------------------------- | ------------------------- | ---------------------------------------- |
| 2012      | Amor de carnaval                    | Micky Donado (joven)      |                                          |
| 2017      | Los Morales                         | Kaleth Morales            |                                          |
| 2018      | Aníbal Sensación Velásquez          | Aníbal Velásquez Hurtado  |                                          |
| 2019      | Tormenta de amor                    | Leandro Cárdenas          | Episodio: «El final»                     |
| 2020      | Verdad oculta                       | Patrullero Yeison Vergara |                                          |
| 2022      | Rebelde                             | Guillermo «Dixon» Álvarez | Principal (temporadas 1–2); 12 episodios |
| 2022      | Pasión de gavilanes                 | Andrés Reyes Elizondo     | Principal (temporada 2); 63 episodios    |
| 2023-2024 | Rigo                                | Ricardo Monsalve          | Reparto Recurrente                       |
| 2024      | Betty, la fea: la historia continúa | Jeff Muriel               | Principal; 10 episodios                  |